# Paolo Tordi
Paolo Tordi (Cesena, 26 ottobre 1948 – Mugello, 16 maggio 1976) è stato un pilota motociclistico italiano.

## Carriera
Dopo un inizio nel 1971 a 23 anni tra i dilettanti guidando una Motobi 175, passa senior nel 1973, utilizzando una Yamaha 250 con raffreddamento ad aria. È proprio con questa motocicletta che Tordi ottiene la Conchiglia d'Oro Shell a Imola, e conclude al quinto posto il Campionato Italiano Senior, classe 250.
Nel 1974 ottiene il settimo posto nel campionato Italiano Senior. Nello stesso anno non va oltre il tredicesimo posto nel gran premio delle Nazioni a Imola classe 350, a Misano otterrà il quarto posto in 250 e la sesta piazza in 350, al Mugello sarà quinto in 350 e sesto in 250.
Nel 1975, grazie al fiorentino Michele Cortini, ottiene una Yamaha 350 per correre il campionato Italiano, nel quale sarà terzo dietro Attilio Riondato e Giacomo Agostini.
Il 1976 Tordi partecipa, sempre con le moto di Cortini, sia al campionato Italiano che al motomondiale ottenendo un sesto posto a Le Mans. Il 16 maggio, al Mugello, durante il Gran Premio delle Nazioni, Paolo Tordi muore al secondo giro della gara delle classe 350, schiantandosi alla curva Biondetti. In quella stessa giornata, sullo stesso circuito, poche ore dopo Tordi, muore anche Otello Buscherini. Il campionato sara vinto da Aermacchi Harley-Davidson e dal suo pilota Walter Villa.

## Risultati nel motomondiale

### Classe 250
| 1974 | Classe | Moto |    |  |    |   |  |  |  |  |  |  |  |  |  | Punti | Pos. |
| ---- | ------ | ---- | -- |  | -- | - |  |  |  |  |  |  |  |  |  | ----- | ---- |
| 1974 | 250    |      | NE |  | NE | - |  |  |  |  |  |  |  |  |  | 0     |      |

| 1975 | Classe | Moto   |    |  |    |  |     |  |  |  |  |  |    |   |  | Punti | Pos. |
| ---- | ------ | ------ | -- |  | -- |  | --- |  |  |  |  |  | -- | - |  | ----- | ---- |
| 1975 | 250    | Yamaha | 13 |  | NE |  | Rit |  |  |  |  |  | 17 | - |  | 0     |      |

| 1976 | Classe | Moto   |    |    |  |  |  |  |  |  |  |  |  |  |  | Punti | Pos. |
| ---- | ------ | ------ | -- | -- |  |  |  |  |  |  |  |  |  |  |  | ----- | ---- |
| 1976 | 250    | Yamaha | 14 | NE |  |  |  |  |  |  |  |  |  |  |  | 0     |      |

| Legenda | 1º posto        | 2º posto            | 3º posto            | A punti      | Senza punti        | Grassetto – Pole position Corsivo – Giro più veloce |
| Legenda | Gara non valida | Non qual./Non part. | Ritirato/Non class. | Squalificato | '-' Dato non disp. | Grassetto – Pole position Corsivo – Giro più veloce |

### Classe 350
| 1974 | Classe | Moto   |  |  |  |    |  |  |    |  |  |    |  |  |  | Punti | Pos. |
| ---- | ------ | ------ |  |  |  | -- |  |  | -- |  |  | -- |  |  |  | ----- | ---- |
| 1974 | 350    | Yamaha |  |  |  | 13 |  |  | NE |  |  | NE |  |  |  | 0     |      |

| 1975 | Classe | Moto   |    |  |  |  |     |  |  |    |    |  |  |  |  | Punti | Pos. |
| ---- | ------ | ------ | -- |  |  |  | --- |  |  | -- | -- |  |  |  |  | ----- | ---- |
| 1975 | 350    | Yamaha | NQ |  |  |  | Rit |  |  | NE | NE |  |  |  |  | 0     |      |

| 1976 | Classe | Moto   |   |    |     |  |  |  |    |    |  |  |  |  |  | Punti | Pos. |
| ---- | ------ | ------ | - | -- | --- |  |  |  | -- | -- |  |  |  |  |  | ----- | ---- |
| 1976 | 350    | Yamaha | 6 | 12 | Rit |  |  |  | NE | NE |  |  |  |  |  | 5     | 26º  |

| Legenda | 1º posto        | 2º posto            | 3º posto            | A punti      | Senza punti        | Grassetto – Pole position Corsivo – Giro più veloce |
| Legenda | Gara non valida | Non qual./Non part. | Ritirato/Non class. | Squalificato | '-' Dato non disp. | Grassetto – Pole position Corsivo – Giro più veloce |

### Classe 500
| 1975 | Classe | Moto   |  |    |  |  |  |  |  |  |  |  |     |    |  | Punti | Pos. |
| ---- | ------ | ------ |  | -- |  |  |  |  |  |  |  |  | --- | -- |  | ----- | ---- |
| 1975 | 500    | Yamaha |  | NE |  |  |  |  |  |  |  |  | Rit | NE |  | 0     |      |

| Legenda | 1º posto        | 2º posto            | 3º posto            | A punti      | Senza punti        | Grassetto – Pole position Corsivo – Giro più veloce |
| Legenda | Gara non valida | Non qual./Non part. | Ritirato/Non class. | Squalificato | '-' Dato non disp. | Grassetto – Pole position Corsivo – Giro più veloce |